# Philip Billing
Philip Anyanwu Billing (ur. 19 września 1996) – duński piłkarz występujący na pozycji pomocnika.